# The Brass Bowl (film 1914)
The Brass Bowl è un cortometraggio muto del 1914 diretto da George A. Lessey e Ben F. Wilson.

## Produzione
Il film fu prodotto dalla Edison Company.

## Distribuzione
Distribuito dalla General Film Company, il film - un cortometraggio in due bobine - uscì nelle sale cinematografiche degli Stati Uniti il 27 marzo 1914.